# 杨柳话
杨柳话(自称：la21 lu55 pa55)是一种在中国云南省保山市隆阳区杨柳白族彝族乡由约7,000人使用的彝语支语言。